# Hi-Tide Recordings
Hi-Tide Recordings wurde 2016 von dem Ehepaar Vincent Minervino und Magdalena O’Connell gegründet. Das Label ist auf Surfmusic, Exotica und Lounge-Musik spezialisiert.
Minervino und O’Connell sind zusätzlich als Discjockeys tätig und vertreiben unter ihrem Label ebenfalls Modeartikel.
Sub-Labels: Nu-Tone, Go-Time

## Künstler (Auswahl)
- Black Flamingos
- The Surfrajettes
- The Televisionaries
- Shorty’s Swingin Coconuts
- Stereophonic Space Sound Unlimited
- The Hi-Risers
- Surfer Joe
- Les Agamemnonz
- Los Tiki Phantoms